# Wildwasserrennsport-Europameisterschaften 2007
2007 fanden die 6. Europameisterschaften im Wildwasserrennsport im bosnischen Bihać auf der Una statt. Zum ersten Mal wurden Mannschaftssprint-Wettbewerbe durchgeführt.

## Ergebnisse

### Nationenwertung

#### Gesamt
| Platz  | Land                   | Gold | Silber | Bronze | Gesamt |
| ------ | ---------------------- | ---- | ------ | ------ | ------ |
| 1      | Tschechien             | 6    | 2      | 4      | 12     |
| 2      | Frankreich             | 3    | 2      | 6      | 11     |
| 3      | Kroatien               | 3    | -      | -      | 3      |
| 4      | Deutschland            | 2    | 9      | -      | 11     |
| 5      | Italien                | 1    | 1      | 3      | 5      |
| 6      | Vereinigtes Königreich | 1    | -      | 1      | 2      |
| 6      | Slowakei               | -    | 2      | 1      | 3      |
| 6      | Schweiz                | -    | -      | 1      | 1      |
| Gesamt | Gesamt                 | 16   | 16     | 16     | 48     |

#### Classic
| Platz  | Land        | Gold | Silber | Bronze | Gesamt |
| ------ | ----------- | ---- | ------ | ------ | ------ |
| 1      | Tschechien  | 3    | 1      | 2      | 6      |
| 2      | Deutschland | 2    | 5      | -      | 7      |
| 3      | Kroatien    | 2    | -      | -      | 2      |
| 4      | Frankreich  | 1    | -      | 2      | 3      |
| 5      | Italien     | -    | 1      | 2      | 3      |
| 6      | Slowakei    | -    | 1      | 1      | 2      |
| 7      | Schweiz     | -    | -      | 1      | 1      |
| Gesamt | Gesamt      | 8    | 8      | 8      | 24     |

#### Sprint
| Platz  | Land                   | Gold | Silber | Bronze | Gesamt |
| ------ | ---------------------- | ---- | ------ | ------ | ------ |
| 1      | Tschechien             | 3    | 1      | 2      | 6      |
| 2      | Frankreich             | 2    | 2      | 4      | 8      |
| 3      | Italien                | 1    | -      | 1      | 2      |
|        | Vereinigtes Königreich | 1    | -      | 1      | 2      |
| 5      | Kroatien               | 1    | -      | -      | 1      |
| 6      | Deutschland            | -    | 4      | -      | 4      |
| 7      | Slowakei               | -    | 1      | -      | 1      |
| Gesamt | Gesamt                 | 8    | 8      | 8      | 24     |